# Uegitglanis zammaranoi
Uegitglanis zammaranoi är en fiskart som beskrevs av Gianferrari 1923. Uegitglanis zammaranoi ingår i släktet Uegitglanis och familjen Clariidae. IUCN kategoriserar arten globalt som sårbar. Inga underarter finns listade i Catalogue of Life.